# Nikon FE2

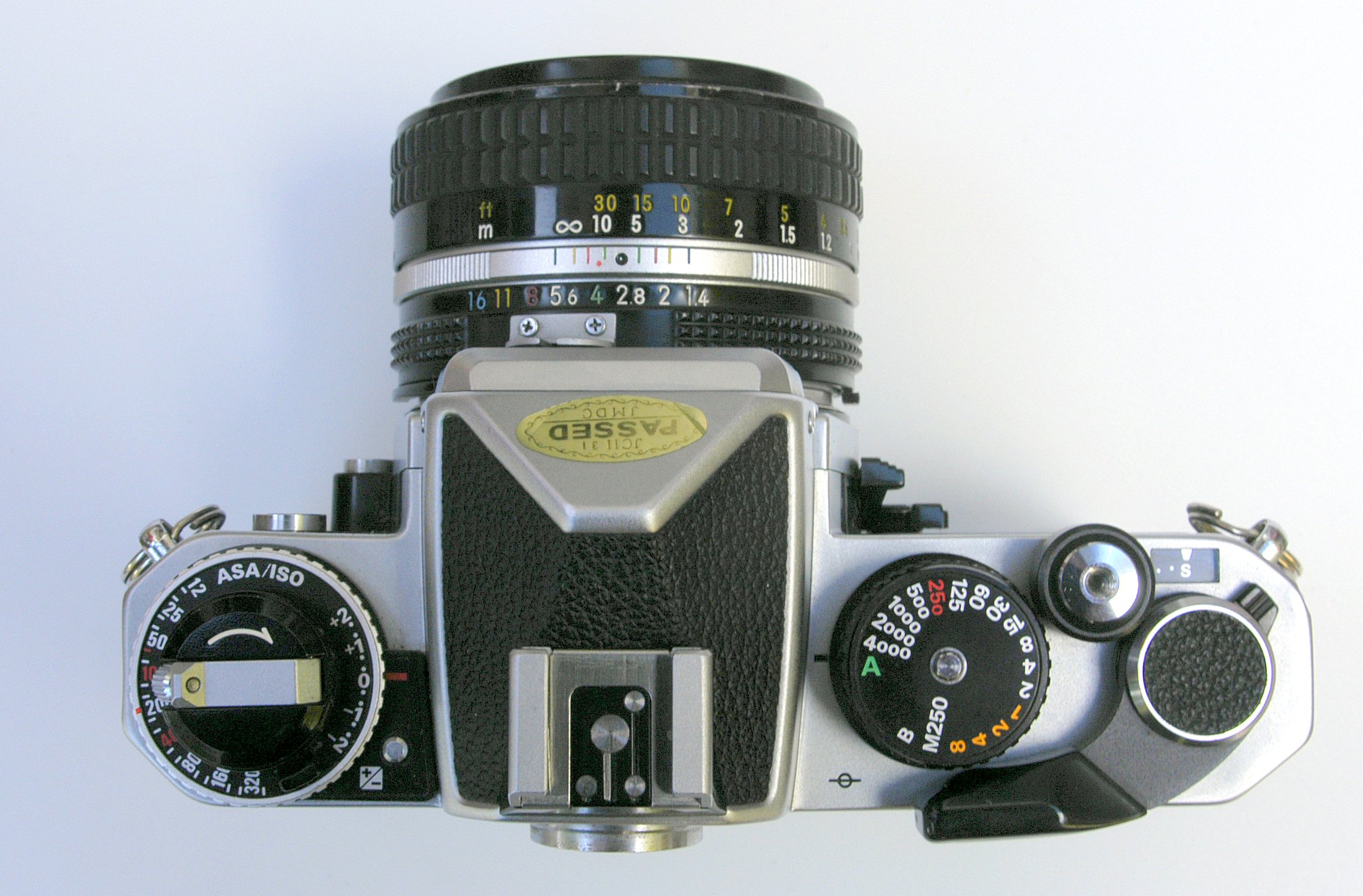
Nikon FE2, vista superiore

La Nikon FE2 è una fotocamera SLR per pellicola 35 mm. Prodotta dal 1983 al 1989, è una versione aggiornata della Nikon FE e segue di un anno la sorella meccanica FM2.
Coetanea della Nikon FA, la FE2 supporta i nuovi obiettivi AIs, anche se non usufruisce delle loro potenzialità. Grazie all'innovativo otturatore a scorrimento verticale in fibra di carbonio e titanio, condiviso con la FM2, raggiunge il tempo di esposizione di 1/4000 di secondo e adotta un tempo di sincronia flash da 1/250 di secondo; in entrambi i casi si tratta dei tempi più rapidi su macchine di piccolo formato dell'epoca.
L'utilizzo del titanio riduce la massa spostata del 60% e l'originale trama a nido d'ape impressa a rilievo sulle tendine ne garantisce la rigidità. Possiede esclusivamente tempi elettromeccanici ad eccezione del tempo di sicurezza a 1/250, unico a mantenere le proprie funzionalità anche in assenza di batterie.
I tempi possono essere selezionati manualmente oppure con priorità di diaframmi selezionando sulla ghiera l'opzione A. In questa modalità è possibile una compensazione di ±2 EV e l'esposimetro valuta il miglior tempo di esposizione utilizzando il sistema con media a prevalenza centrale della scena inquadrata. Solo in modalità auto è possibile utilizzare la funzione stepless dell'otturatore che può lavorare con tempi intermedi (es. 1/270). Le indicazioni dell'esposimetro sono visibili nel mirino a mezzo di un ago galvanometrico.
Il flash (se dedicato) lavora in modalità TTL con la possibilità della compensazione. La FE2 prevede anche l'intercambiabilità del dorso e dei vetrini di messa a fuoco.